# Herzogtum Beuthen

Wappen des Herzogtums Beuthen

Das Herzogtum Beuten (polnisch Księstwo bytomskie; tschechisch Bytomské knížectví), auch Herzogtum Oberbeuthen, entstand 1281 als selbständiges Herzogtum bei der Teilung des Herzogtums Ratibor-Oppeln. Es wurde bis 1355 von Herzögen aus der Oppelner Linie der Schlesischen Piasten regiert und gelangte nach einem jahrelangen Erbstreit 1369 je zur Hälfte an die Herzöge von Teschen sowie von Oels. 1459 erwarb der Oelser Herzog Konrad IX. „der Schwarze“ auch die zweite Hälfte, wodurch das Gebiet wieder im Ganzen vereint war. Residenzort war die gleichnamige Stadt Beuthen. Zuletzt bestand es als Freie Standesherrschaft (Ober-)Beuthen, ehe es 1816 zum Landkreis Beuthen wurde.

## Geschichte
Das Gebiet von Beuthen gehörte ursprünglich zu Kleinpolen und gelangte um 1177 zusammen mit den Kastellaneien Auschwitz und Sewerien an den Ratiborer Herzog Mieszko. Nachdem sich dieser 1202 nach dem Tod des ersten Oppelner Herzogs Jaroslaus und dessen kurz danach verstorbenen Vaters Boleslaus I. von Schlesien auch das Oppelner Gebiet aneignete, gliederte er die neu erworbenen Gebiete seinem Herzogtum Ratibor ein und nannte sich nunmehr Herzog von Oppeln.
Nach dem Tod des Herzogs Wladislaus I. 1281 wurde dessen Herzogtum unter seine vier Söhne geteilt. Die Gebiete von Beuthen und Cosel erhielt der zweitgeborener Sohn Kasimir II. von Beuthen, der sich ab 1286 auch Herzog von Cosel nannte. Er wandte sich schon zu Beginn seiner Regentschaft politisch Böhmen zu und huldigte als erster schlesischer Herzog bereits am 10. Januar 1289 in Prag freiwillig dem böhmischen König Wenzel II. Gleichzeitig übernahm er mit Zustimmung seiner Söhne sein Land als ein Lehen der Krone Böhmen. Nach Kasimirs Tod 1312 folgte ihm der zweitgeborene Sohn Wladislaus, der 1337 seinen Bruder Ziemowit auf das Gebiet von Gleiwitz abdrängte. Nach Wladislaus Tod 1352 folgte ihm sein Sohn Boleslaus, der jedoch schon 1355 starb und nur Töchter hinterließ.
Anschließend kam es zu einem jahrelangen Streit zwischen den Oelser und den Teschener Herzögen um das Beuthen-Coseler Erbe, das als erledigtes Lehen an die Krone Böhmen heimgefallen war. Trotzdem erhoben die vier Vertreter der Oppelner Hauptlinie Kasimir I. von Teschen, Johann I. von Auschwitz († 1370/72), Boleslaus II von Oppeln und Bolko II. von Falkenberg, dessen Sohn Wenzel mit Boleslaus Tochter Euphemia († 1411) verlobt war, die er 1364 heiratete, Erbansprüche auf das heimgefallene Herzogtum. Auch Konrad I. († 1366) von Oels, der seit 1328/29 mit Euphemia († 1376/78), einer Tochter des Herzogs Wladislaus von Beuthen und Cosel verheiratet war, meldete Ansprüche an.
Am 10. Oktober 1355 sprach ein Schiedsgericht unter Vorsitz des böhmischen Landesherrn Karl IV. das Herzogtum Cosel dem Oelser Herzog Konrad I. zu. Der Erbstreit um das Herzogtum Beuthen wurde erst nach dem Tod des Herzogs Konrad I. von Oels, der 1366 starb, 1369 beigelegt. Danach wurde das Herzogtum Beuthen geteilt. Halb Beuthen mit dem nördlichen Teil des Herzogtums wurde an die Witwe Konrads I. Euphemia († 1376/78) bzw. deren Sohn Konrad II. von Oels übergeben. Die zweite Hälfte zusammen mit Tost und Peiskretscham erhielt der Teschener Herzog Przemislaus, der sich zwischen 1360 und 1363 mit Boleslaus Tochter Elisabeth vermählt hatte. Boleslaus Töchter Euphemia (1350/52–1411) und Boleslawa/Bolka (1351/55–1427/28) erhielten eine Abfindung. Nachdem 1459 der Oelser Herzog Konrad IX. „der Schwarze“ auch die Teschener Hälfte erworben hatte, waren beide Teile wieder verbunden. Er starb 1471, Erbe war sein jüngerer Bruder Konrad X. „der junge Weiße“.
1476 eroberte König Matthias Corvinus Beuthen und übergab es als Pfandherrschaft an den böhmischen Grafen Johann Zierotin. Nach dem Tod des Matthias Corvinus wurde es 1490 an Herzog Konrad X. „den jungen Weißen“ zurückgegeben. Mit seinem Tod 1492 erlosch der Oelser Zweig der Glogauer Linie der Schlesischen Piasten, wodurch das Herzogtum Beuthen als erledigtes Lehen an den böhmischen König Vladislav II. fiel. Von ihm erwarb es 1498 der Oppelner Herzog Johann II. Er verband Beuthen mit seinem Herzogtum Oppeln, starb jedoch 1532 als letzter männlicher Nachkomme seines Familienstamms. Das so verwaiste Herzogtum Oppeln fiel als erledigtes Lehen an die Krone Böhmen heim.
Bereits 1526 hatte Herzog Johann II. den brandenburgischen Markgrafen Georg den Frommen von Ansbach mit Oppeln belehnt. Die im gleichen Jahr in Böhmen an die Macht gekommenen Habsburger bestätigten im Prager Vertrag vom 17. Juni 1531 Georg von Brandenburg-Ansbach der Pfandbesitz von Oppeln-Ratibor. Die Herrschaft Beuthen wurde ihm jedoch auf nur zwei Leibeserben zugesagt. Nach der Ächtung Johann Georgs von Brandenburg, der ein Parteigänger des böhmischen Königs Friedrich V. war, fiel Beuthen nach der Schlacht am Weißen Berg als Lehen an Böhmen zurück. 1623 vergab Kaiser Ferdinand II. in seiner Eigenschaft als König von Böhmen die Herrschaft Beuthen pfandweise an Lazarus I. Henckel von Donnersmarck. Dessen gleichnamiger Sohn Lazarus II. erwarb die Herrschaft Beuthen 1629 erbeigentümlich. Ab 1697 war das Herzogtum Beuthen eine Freie Standesherrschaft, die nach dem Ersten Schlesischen Krieg 1742 wie fast ganz Schlesien an Preußen fiel. Mit der Standesherrschaft verbunden waren eine Reihe von Privilegien, unter anderem ein Sitz im Provinziallandtag der Provinz Schlesien, den Carl Lazarus Henckel von Donnersmarck wahrnahm. 

### Gericht der Freien Standesherrschaft Beuthen
Auch verfügte die Standesherrschaft über die Patrimonialgerichtsbarkeit. Hierzu bestand das Gericht der Freien Standesherrschaft Beuthen mit Sitz in Tarnowitz. Das Gericht war für gesamte Standesherrschaft mit 23 Ortschaften zuständig. Seine Zuständigkeit erstreckte sich auch über den ansässigen Adel und die dortigen Rittergüter. Das Gericht war sowohl für Zivilsachen wie auch für die Strafverfahren zuständig. Am Gericht war ein Richter und zwei nichtrichterliche Angestellte tätig. Daneben bestand das Freistandesherrliche Stadtgericht Beuthen. Übergeordnet war das Oberlandesgericht Ratibor. Nach der Märzrevolution wurde in Preußen 1849 die Patrimonialgerichtsbarkeit abgeschafft. Die genannten Gerichte wurden aufgehoben und das Kreisgericht Beuthen übernahm deren Aufgaben.

## Herzöge vonganzBeuthen
- 1281–1312 Kasimir II. (Oppeln-Beuthen)
- 1311–1327 Ziemowit (Beuthen-Gleiwitz)
- 1327–1351 Wladislaus (Beuthen-Cosel)
- 1351–1354/55 Boleslaus (Beuthen-Cosel)
- 1354/55–1369 Erbstreit
- 1459–1471 Konrad IX. „der Schwarze“
- 1471–1476 Konrad X. „der junge Weiße“
  - 1476–1490 Matthias Corvinus
- 1490–1492 Konrad X. „der junge Weiße“; mit ihm erlosch die Oelser Linie des Glogauer Zweigs der schlesischen Piasten.

### Herzöge von Beuthen / Teschener Anteil
- 1369–1410 Przemislaus I. (Teschen), verheiratet mit Elisabeth, Tochter des Herzogs Boleslaus
- ?–1452 Boleslaus II.
- 1452–1459 Wenzel I.

### Herzöge von Beuthen / Oelser Anteil
- 1369–1403 Konrad II.
- 1403–1412 Konrad III.
- 1412–1450 zeitweise gemeinsam Konrad IV. „Senior“ († 1447), Konrad V. „der Kanthner“ († 1439), Konrad VI. „Dechant“ († 1427), Konrad VII. „der alte Weiße“ († 1452, 1450 abgesetzt), Konrad VIII. „der Junge“ († 1444/47)
- 1450–1452 Konrad IX. „der Schwarze“, gemeinsam mit Konrad X. „der junge Weiße“
- 1450–1459 Konrad IX. „der Schwarze“, erwarb 1459 auch die bis dahin Teschener Hälfte von Beuthen